# Windows Scripting Host
Microsoft Windows Scripting Host é uma tecnologia de automação para sistemas operacionais Microsoft Windows que fornece capacidades de scripting superiores aos ficheiros batch. É distribuído e está instalado por padrão em Windows 98, Windows 2000, Windows ME, e Windows XP. Também está instalado se o Internet Explorer numa versão que seja 5 ou menos estiver instalado. 
Interpreta e corre ficheiros JScript (.JS files) e VBScript (ficheiros de extensão .VBS e .VBE), que são linguagens de scripting de ActiveX da Microsoft. Extensões independentes da linguagem WSF e WSH também podem ser usadas.